# Chirk Bank
Chirk Bank – osada w Anglii, w hrabstwie Shropshire, w dystrykcie (unitary authority) Shropshire. Leży 32 km na zachód od miasta Shrewsbury. W 2016 miejscowość liczyła 547 mieszkańców.